# Liste der Baudenkmäler in Katzem
Die Liste der Baudenkmäler in Katzem enthält die denkmalgeschützten Bauwerke auf dem Gebiet der Stadt Erkelenz im Kreis Heinsberg in Nordrhein-Westfalen (Stand: Oktober 2011). Diese Baudenkmäler sind in der Denkmalliste der Stadt Erkelenz eingetragen; Grundlage für die Aufnahme ist das Denkmalschutzgesetz Nordrhein-Westfalen (DSchG NRW).

| Bild                                   | Bezeichnung                              | Lage                              | Beschreibung | Bauzeit        | Eingetragen seit  | Denkmal- nummer |
| -------------------------------------- | ---------------------------------------- | --------------------------------- | --- | -------------- | ----------------- | --------------- |
| Pfarrhaus mit Marienfigur              | Pfarrhaus mit Marienfigur                | Katzem Rainer-Langen-Weg 11 Karte | 2 Geschosse in 3 Achsen Backstein, betonte und übergiebelte Mittelachse, mit Marienfigur in Giebelnische. | 1865           | 20. November 1983 | 172             |
| Wohnhaus                               | Wohnhaus                                 | Katzem In Katzem 49 Karte         | 4-flügelige Hofanlage, Front verputzt, 2 Geschosse in 3 Achsen, Toreinfahrt. Vermerk: 16. Januar 1986 1940 wurde der Giebel des Wohnhauses mit einer neuen Fassade versehen | Anfang 19. Jh. | 20. November 1983 | 173             |
| Wohnhaus                               | Wohnhaus                                 | Katzem In Katzem 34 Karte         | Baujahr: 19. Jahrhundert, um 1900 erweitert, vierflügelige Backstein-Hofanlage, Wohnhaus 2 Geschosse in 5 Achsen, Türgewände und Fensterbänke in Blaustein, links niedriger Anbau, rechts 2 langgezogene Wirtschaftsflügel mit Toreinfahrt. | 19. Jh.        | 14. Mai 1985      | 174             |
| Tanzsaal Hecker                        | Tanzsaal Hecker                          | Katzem In Katzem 67 Karte         | Es handelt sich um einen Tanzsaal aus dem Jahre 1928. Es ist der einzige noch erhaltene freistehende Tanzsaal im Stadtgebiet Erkelenz. Der Bau ist engen Zusammenhang mit der Kirche und dem Pfarrhaus zu sehen, in deren unmittelbarer Umgebung sich die Gaststätte mit dem Tanzsaal befindet. Die Saalanlage ist noch unverändert wie aus der Erbauungszeit erhalten. | 1928           | 27. April 1993    | 188             |
| weitere Bilder                         | Heiligenfiguren in der kath. Pfarrkirche | Katzem In Katzem Karte            | Figuren der vier Evangelisten und die Kreuzigungsgruppe |                | 21. Juni 2001     | 314             |
| Kath. Pfarrkirche St. Maria Empfängnis | Kath. Pfarrkirche St. Maria Empfängnis   | Katzem Rainer-Langen-Weg 11 Karte | Die Stilarchitektur 19. Jahrhunderts, lange Zeit als unkünstlerisch gering geschätzt, ist heute als architektur- und kulturgeschichtliches Phänomen weitreichend erforscht, bewertet und rehabilitiert. Die Kirche in Katzem zählt zu jenen lange Zeit wenig beachteten einfachen Landkirchen, die immerhin von einem bedeutenden Baumeister errichtet wurde. Heinrich Nagelschmidt (1822–1902) ist einer der meistbeschäftigten Kölner Privatbaumeister seiner Zeit, dessen umfangreiches Werk inzwischen in einer zweibändigen Dissertation aufgearbeitet ist. Sie verzeichnet u. a. 24 Kirchenneubauten, daneben zahlreiche Erweiterungen und Restaurierungen. In den u. a. Büchern von Pappert und Dux werden die Katzemer Kirche und ihre Baugeschichte ausführlich beschrieben. Ab 1859 war Nagelschmidt mit der Restaurierung der Lambertuskirche in Erkelenz beauftragt. Wohl als Folgeaufträge wurden ihm auch die Entwürfe der kleinen Dorfkirchen bzw. Kapellen in Katzem, Tenholt und Granterath übertragen. Während die beiden letztgenannten heute gegenüber dem ursprünglichen Entwurf stärkere Veränderungen aufweisen, ist die Kirche in Katzem bis auf den angebauten Turm und die Sakristeierweiterung konzeptionell im Wesentlichen unverändert überliefert. Die einfachen neugotischen Formen und der einschiffige Typus ist für kleinere Bauten dieser Art typisch, ungewöhnlich und bei Nagelschmidt nur bei den drei kleinen Bauten im Erkelenzer Raum verwendet ist die Anordnung der Sakristei im Anschluss an den Chorscheitel. Ach wenn die Katzemer Sakristei inzwischen erweitert wurde, ist sie wegen dieser ungewöhnlichen Lage architekturgeschichtlich von Bedeutung und damit Teil des Denkmals. Wegen der zeitlichen Nähe zum Kirchenbau (1865) nimmt Dux, S. 742 an, das auch das benachbarte Pfarrhaus von Nagelschmidt entworfen wurde. Der mehr als dreißig Jahre später vorgesetzte Turm führt in eigenständiger Formensprache die neogotische Haltung des Hauptschiffs fort. Sein Architekt, Professor Josef Buchkremer (1864–1949), war u. a. Dozent an der RWTH und lange Jahre mit Erhalt und Pflege des Aachener Doms befasst, ab 1915 als Dombaumeister. Als Kirche des Ortes Katzem ist die katholische Kirche St. Mariä Empfängnis bedeutend für Erkelenz. Aus den dargelegten Gründen besteht an ihrer Erhaltung und Nutzung als Zeugnis des Kirchenbaus des 19. Jahrhunderts, Werk bedeutender Baumeister und als Symbol der eigenständigen Pfarrentwicklung in Katzem aus wissenschaftlichen, insbesondere architektur- und ortsgeschichtlichen Gründen ein öffentliches Interesse. Sie ist daher gemäß § 2 (1) Denkmalschutzgesetz ein Baudenkmal. | 1865           | 21. Juni 2001     | 330             |